# 음력 11월 5일
음력 11월 5일은 음력 11월의 5번째 날이다.

## 문화
- 2008년 - 불교방송 텔레비전 방송 개국.
- 2017년 - 경강선 서원주역 ~ 강릉역 복선전철 구간 개통.

## 탄생
- 1748년 - 조선 후기의 실학자 유득공.
- 1992년
  - 대한민국의 아나운서 주시은.
  - 대한민국의 배우 박지수.
- 1995년 - 대한민국의 가수 도이현 (마이네임).

## 사망
- 1905년 - 조선 말기의 독립운동가 조병세.

## 같이 보기
- 음력 360일: 1월 2월 3월 4월 5월 6월 7월 8월 9월 10월 11월 12월
- 전날:11월 4일 다음날:11월 6일 - 전달:10월 5일 다음달:12월 5일
- 양력:11월 5일
- 음력, 윤달